# 黑背刺嘴蜂鸟
黑背刺嘴蜂鸟（学名：Ramphomicron dorsale），是雨燕目蜂鸟科刺嘴蜂鸟属的一种鸟类。
黑背刺嘴蜂鸟体重约3.5克，翼长约55.2毫米，嘴峰长约12.7毫米，喙宽度约1.4毫米，喙厚度约1.2毫米，跗蹠长约5.9毫米，尾长约41.3毫米。黑背刺嘴蜂鸟在其分布区内为留鸟，其栖息在密集的高大树木组成的森林中，食性为草食性，主要食物来源是植物的花蜜。
黑背刺嘴蜂鸟分布于哥伦比亚东北部的聖瑪爾塔內華達山脈。该物种是单型物种，没有亚种分化。